# Zevensprong
Der Zevensprong (niederländisch für „Siebensprung“) ist ein niederländischer Volkstanz, der auch in Belgien bekannt ist. Ursprünglich handelte es sich um einen religiösen Tanz, der von Männern vor der Statue des Heiligen Johannes aufgeführt wurde. Später wurde der Tanz zu einem unterhaltsamen Kreistanz im 4/4-Takt umfunktioniert.

### Quelle
- Otto Schneider: Tanzlexikon. Volkstanz, Kulttanz, Gesellschaftstanz, Kunsttanz, Ballet, Tänzer, Tänzerinnen, Choreographen, Tanz- und Ballettkomponisten von den Anfängen bis zur Gegenwart. Schott u. a., Mainz u. a. 1985, ISBN 3-7957-2800-2.